# Olga van Maanen
Olga van Maanen is een Nederlands actrice die voornamelijk kleine rollen speelde in afleveringen van de serie Flodder. Enig ander acteerwerk is niet bekend.

## Filmografie
- Flodder televisieserie - Voorbijganger (Afl., Bijwerkingen, 1998)
- Flodder televisieserie - Vrouw (Afl., Gifwolk, 1998)
- Flodder televisieserie - Agent 1 (Afl., Tatoeage, 1996)
- Flodder televisieserie - ouder (Afl., Heerlijk avondje, 1995)
- Flodder televisieserie - Agent (Afl., Computerkoorts, 1995)